# 加利西亚档案馆
加利西亚档案馆是位于西班牙加利西亚自治区首府圣地亚哥-德孔波斯特拉加利西亚文化城的一座档案馆。它的设计者是美国知名建筑理论家彼得·艾森曼。

## 历史
加利西亚政府于2008年2月7日通过的第17/2008号决议正式决定在加利西亚文化城建设图书馆、博物馆和档案馆等公共建筑。
2010年12月19日的第207/2010号法令宣告加利西亚档案馆正式成立，它将成为加利西亚自治区档案系统的主中心。档案馆于2011年1月同图书馆一起对公众开放。

## 图集

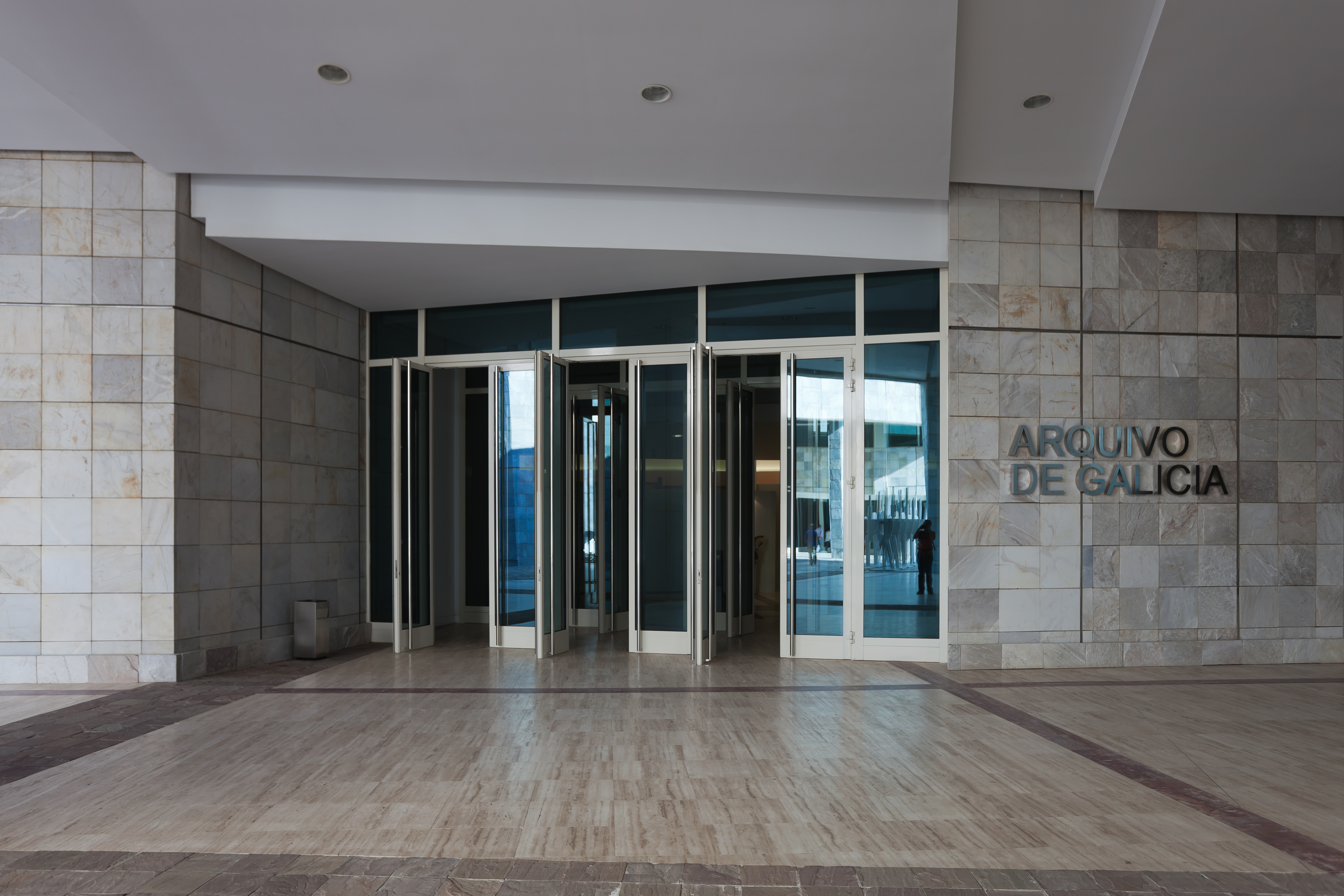
正门
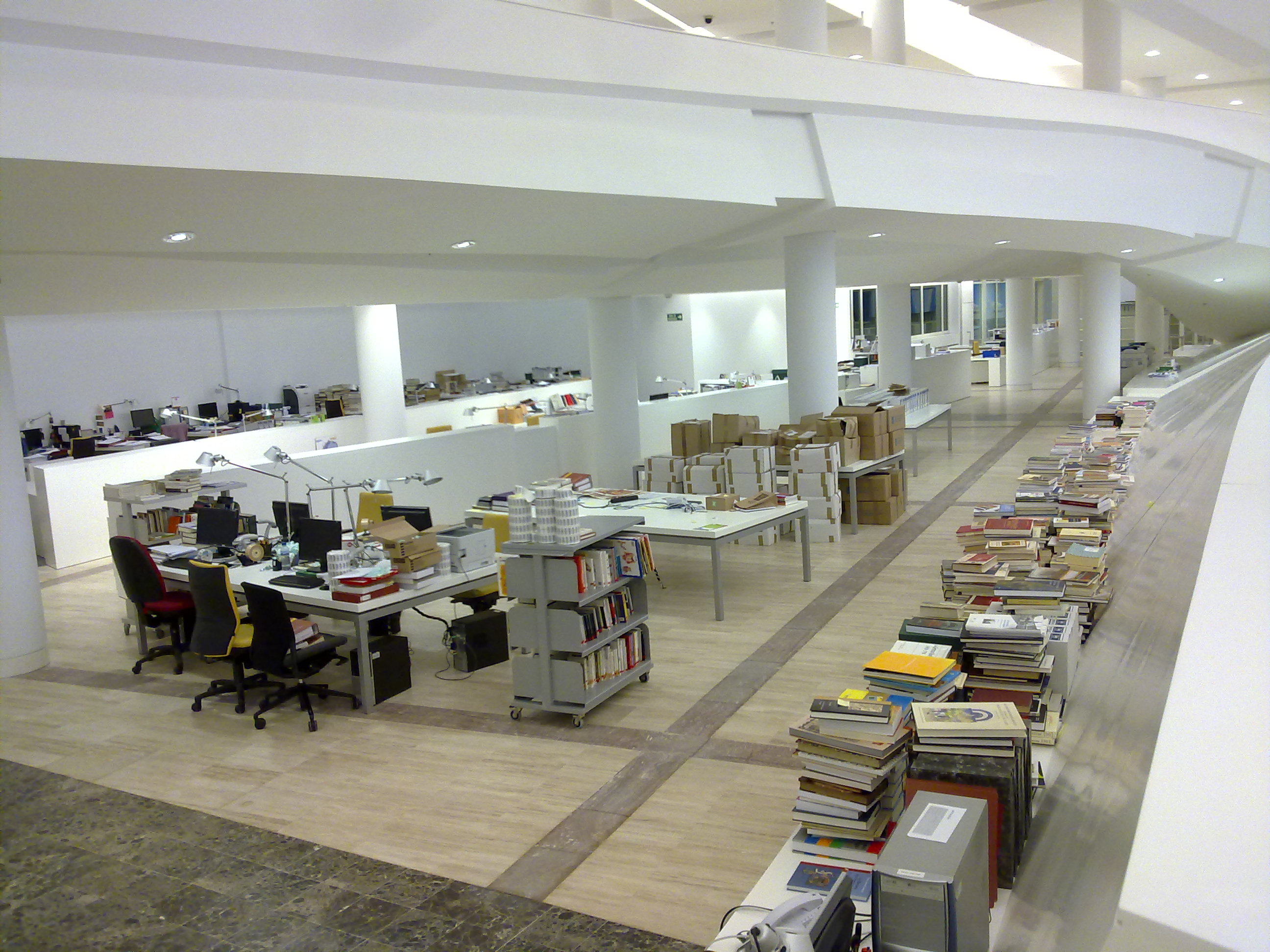
阅览厅
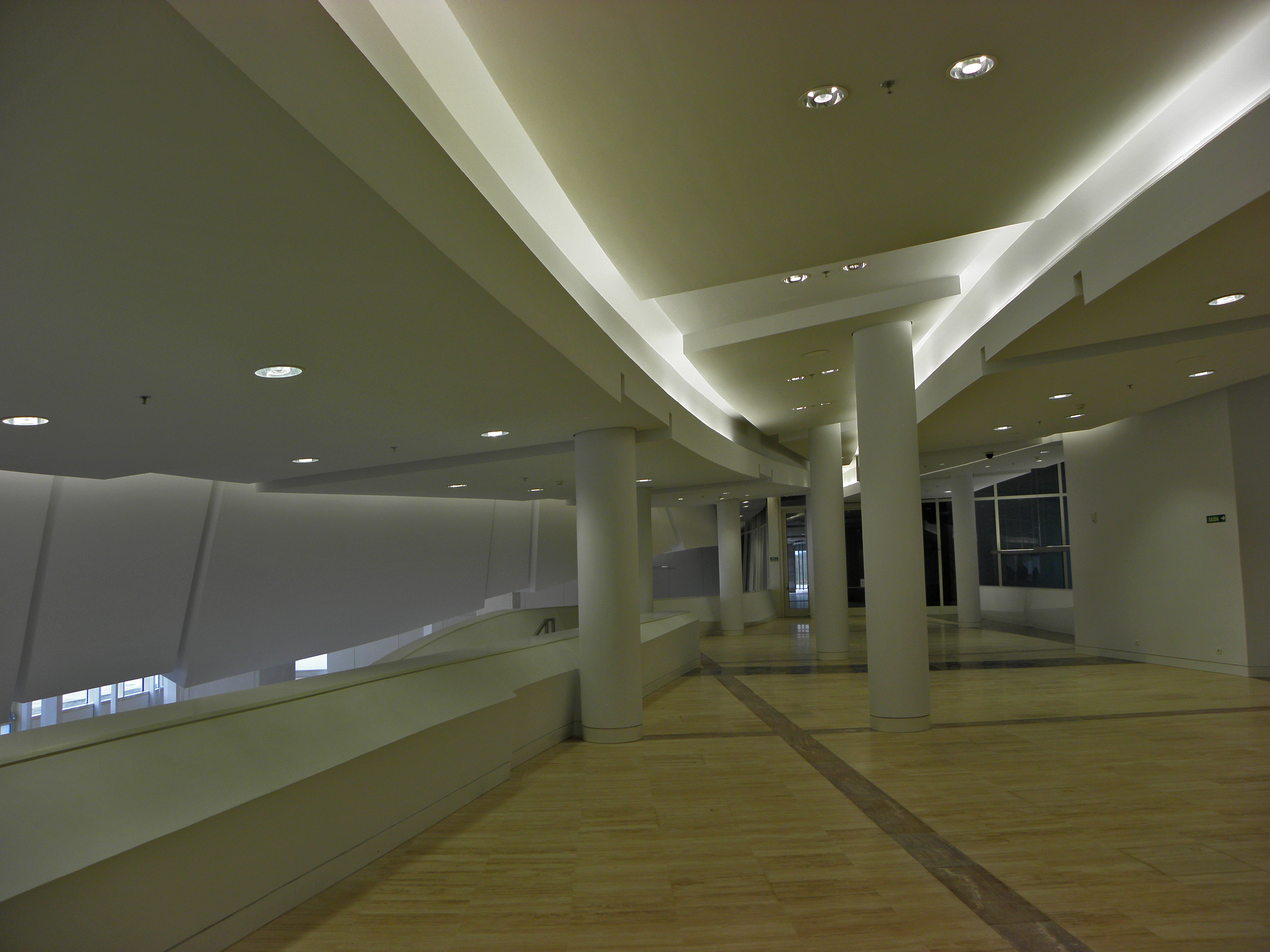
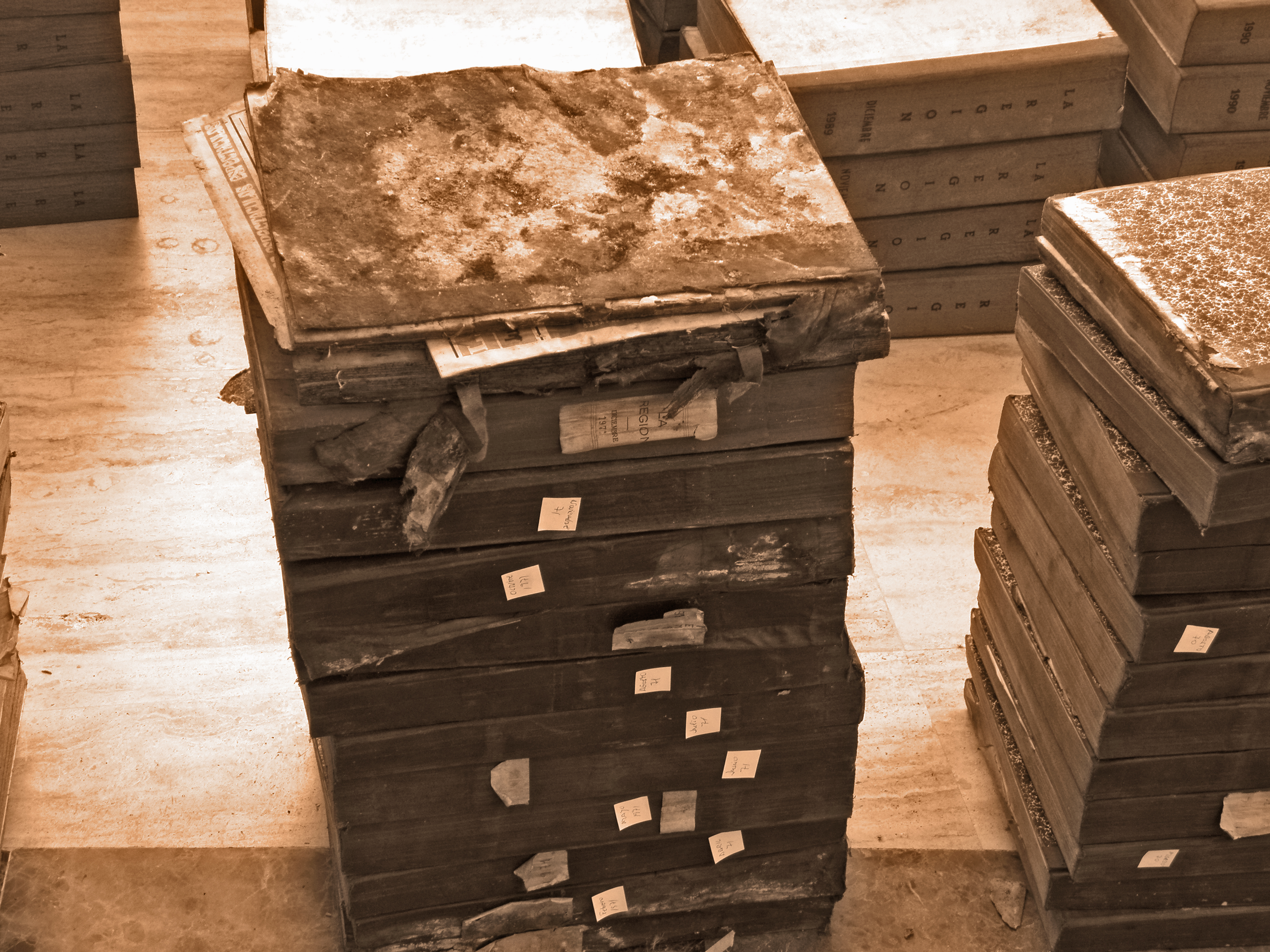
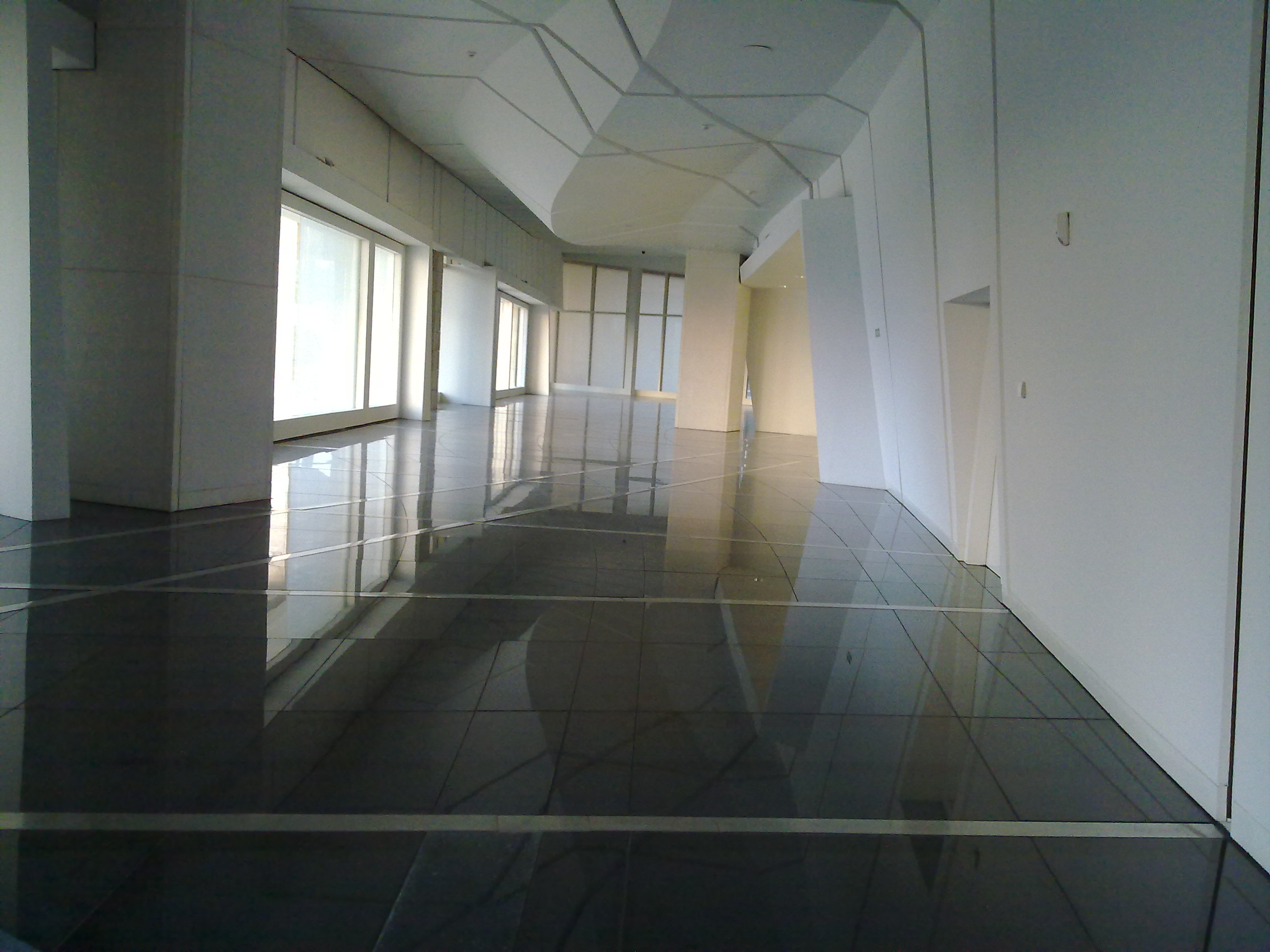

## 外部連結
- 官方网站